# Blackheath (West Midlands)
Blackheath – miasto w Wielkiej Brytanii, w Anglii, w regionie West Midlands, w hrabstwie West Midlands, w dystrykcie metropolitalnym Sandwell. W 2011 r. miasto to zamieszkiwało 12 292 osób.